# Akademia tańca
Akademia tańca (ang. The Next Step, od 2013) – kanadyjski obyczajowy serial dla młodzieży, emitowany od 8 marca 2013 na kanale Family Channel.
W Polsce premiera serialu odbyła się 6 października 2014 roku na antenie stacji teleTOON+.

## Fabuła
Grupa taneczna, której członkami są Emily, James, West, Riley, Tiffany i Chloe poszerza się o nową tancerkę – Michelle. Między przyjaciółmi pojawiają się konflikty, intrygi i zazdrość, co utrudnia wspólne przygotowanie się do zawodów tanecznych.

## Obsada
- Alexandra Beaton – Emily
- Jennifer Pappas – Chloe
- Isaac Lupien – Eldon
- Trevor Torjdman – James
- Lamar Johnson – West
- Brittany Raymond – Riley
- Victoria Baldesarra – Michelle
- Jordan Clark – Giselle
- Shamier Anderson – Chris
- Brennan Clost – Daniel
- Bree Wasylenko – Kate
- Logan Fabbro – Amanda
- Natalie Krill – Phoebe

## Wersja polska
Opracowanie wersji polskiej: na zlecenie platformy nc+ – Studio Sonica

Reżyseria: Miriam Aleksandrowicz

Tłumaczenie i dialogi:
- Wojciech Szymański
- Antonina Kasprzak
- Marek Krejzler
- Paulina Łączyńska-Pietraszko
- Urszula Szafrańska
- Piotr Skodowski
- Dariusz Kosmowski

Dźwięk i montaż: Maciej Brzeziński

Kierownictwo muzyczne: Marek Krejzler

Kierownik produkcji: Dorota Furtak-Masica

Udział wzięli:
- Zuzanna Galia – Emily
- Julia Kunikowska – Michelle
- Natalia Jankiewicz – Giselle
- Dominika Sell – Tifanny
- Jagoda Stach – Thalia
- Joanna Pach – Phoebe
- Julia Chatys – Riley
- Julia Jędrzejewska – Stephanie
- Józef Pawłowski – West
- Karol Osentowski – Eldon
- Krzysztof Czapliński – James
- Maksymilian Bogumił – Hunter
- Lidia Sadowa – Chloe
- Rafał Fudalej – Daniel
- Magdalena Karel – Kate

## Spis serii
| Seria               | Odcinki             | Pierwsza emisja telewizyjna | Pierwsza emisja telewizyjna | Pierwsza emisja telewizyjna | Pierwsza emisja telewizyjna |
| Seria               | Odcinki             | Premiera serii              | Finał serii                 | Premiera serii              | Finał serii                 |
| ------------------- | ------------------- | --------------------------- | --------------------------- | --------------------------- | --------------------------- |
| 1.                  | 1–30 (30)           | 8 marca 2013                | 3 stycznia 2014             | 6 października 2014         | 4 listopada 2014            |
| 2.                  | 31–64 (34)          | 7 marca 2014                | 2 stycznia 2015             | 11 maja 2015                | 25 czerwca 2015             |
| 3.                  | 65–94 (30)          | 16 marca 2015               | 11 grudnia 2015             | 7 września 2015             | 15 października 2015        |
| 4.                  | 95–134 (40)         | 15 lutego 2016              | 12 maja 2017                | 12 września 2016            | 12 lutego 2017              |
| 5.                  | 135–154 (20)        | 26 maja 2017                | 13 grudnia 2017             | 18 grudnia 2017             | 29 grudnia 2017             |
| 6.                  | 155–180 (26)        | 29 sierpnia 2018            | 9 kwietnia 2019             | nieemitowany                | nieemitowany                |
| 2 odcinki specjalne | 2 odcinki specjalne | 21 grudnia 2019             | 21 grudnia 2019             | nieemitowany                | nieemitowany                |
| 7.                  | 183–206 (24)        | 10 kwietnia 2020            | 18 września 2020            | nieemitowany                | nieemitowany                |
| 8.                  | 207–233 (27)        | 26 września 2022            | 24 listopada 2022           | nieemitowany                | nieemitowany                |
| 9.                  | 234–255 (22)        | 8 kwietnia 2024             | 24 maja 2024                | nieemitowany                | nieemitowany                |